# Anda, Pangasinan
Anda là một đô thị đô thị đảo hạng 4 ở tỉnh Pangasinan, Philippines. Dân Anda nói tiếng Bolinao. Đảo này gần quần đảo Hundred, một địa điểm du lịch với các hang động và bãi biển.
Theo điều tra dân số năm 2007, đô thị này có dân số 34.398 người trong 6.546 hộ.
Kinh tế dựa vào nông nghiệp và đánh bắt hải sản xa bờ.

## Barangay
Anda được chia thành 18 barangay.
| - Awile - Awag - Batiarao - Cabungan - Carot - Dolaoan - Imbo - Macaleeng - Macando-candong | - Mal-ong - Namagbagan - Poblacion - Roxas - Sablig - San Jose - Siapar - Tondol - Tori-tori |